# 2016年夏季殘疾人奧林匹克運動會混合4×50米自由泳接力比賽
2016年夏季帕拉林匹克運動會的混合4×50米自由泳接力比賽於9月9日於奧林匹克水上運動中心舉行。本項目是今屆殘奧會新增的比賽增目。

## 比賽模式
- 接力項目設有分數限制。參加混合4×50米自由泳接力比賽的4位運動員的總分數不能超過20分。而這分數是按照運動員的殘障級別而給予，例如S6級為6分，SB12級為12分[3]。
- 詳細的殘障分級規則及方法可以參閱IPC的網頁[4]。
- 游泳比賽設有種子制度，會按照運動員於指定時間做出的最快時間排列，之後依次序將運動員分配在不同的預賽組別。
- 預備開始時運動員並不是必須在跳台上準備，而可以選擇站在跳台旁或坐在跳台上，甚至是在水中或需要工作人員協助平衡下在跳台上準備，前提是不影響比賽的公平性。
  - 但是背泳及混合式接力則是所有運動員都在水中準備。
- 進行轉池時，運動員必需將身體其中一部份接觸泳池邊的牆壁才可以轉身繼續餘下的比賽。
- 預賽成績最快的8支隊伍將會晉級至決賽。如果於第8名出現2支隊伍有相同的完成時間，則需要進行加賽以決定晉級的隊伍。
- 如果預賽少於8支隊伍，而比賽又認為是可以繼續進行，則會直接進行決賽而不進行預賽。
- 每支隊伍都可以於預賽與決賽之間決定是否更換運動員，又或是運動員的次序，前提是合乎IPC的規則。
- 運動員的服裝、泳式的規定可以參閱IPC的網頁[5]。

以下時間為南美標準時間（UTC-3）。
| 日期   | 時間  | 回合 |
| ------ | ----- | ---- |
| 9月9日 | 11:34 | 預賽 |
| 9月9日 | 20:43 | 決賽 |

## 世界紀錄
本屆比賽前，該項目的世界及奧運會紀錄如下：
| 世界紀錄   | 無 | – | – | 本項目為新增項目 |
| 奧運會紀錄 | 無 | – | – | 本項目為新增項目 |

## 比賽結果

### 預賽

#### 第1組
| 排名 | 線道 | 國家   | 運動員 | 性別 | 級別 | 時間 | 備注 |
| ---- | ---- | ------ | ------ | ---- | ---- | ---- | ---- |
|      |      | 乌克兰 |        |      |      |      |      |
|      |      | 希腊   |        |      |      |      |      |
|      |      | 以色列 |        |      |      |      |      |
|      |      | 墨西哥 |        |      |      |      |      |

#### 第2組
| 排名 | 線道 | 國家     | 運動員 | 性別 | 級別 | 時間 | 備注 |
| ---- | ---- | -------- | ------ | ---- | ---- | ---- | ---- |
|      |      | 巴西     |        |      |      |      |      |
|      |      | 意大利   |        |      |      |      |      |
|      |      | 中国     |        |      |      |      |      |
|      |      |          |        |      |      |      |      |
|      |      | 哥伦比亚 |        |      |      |      |      |

### 決賽
| 排名 | 線道 | 國家 | 運動員 | 性別 | 級別 | 時間 | 備注 |
| ---- | ---- | ---- | ------ | ---- | ---- | ---- | ---- |
|      |      |      |        |      |      |      |      |
|      |      |      |        |      |      |      |      |
|      |      |      |        |      |      |      |      |
|      |      |      |        |      |      |      |      |
|      |      |      |        |      |      |      |      |
|      |      |      |        |      |      |      |      |
|      |      |      |        |      |      |      |      |

## 外部連結
- 官方网站（葡萄牙文）（英文）（西班牙文）（法文）
- 國際殘疾人奧林匹克委員會（游泳）（页面存档备份，存于）（英文）